# Kazimierz Andrzej Jaworski
Kazimierz Andrzej Jaworski (28. listopadu 1897 — 6. září 1973) byl polský básník, editor a překladatel. Vystudoval polskou filologii v Lublinu a ve Varšavě. Byl učitelem. V letech 1940—1942 byl vězněn v koncentračním táboře v Sachsenhausenu.
Redigoval časopis Kamena. Přeložil do polštiny mj. epickou báseň Edison Vítězslava Nezvala.
Výdal básnické sbirky Czerwonej i białej kochance (1924), Księżycowy mustang (1925), Na granitowym maszcie. Cykl wierszy tatrzańskich (1928), Więcierze. Wieniec sonetów (1932), W połowie drogi (1937), Wiersze wybrane 1939-1954 (1955) a Stopy czasu (1961).